# Diocèse de Boma
Le diocèse de Boma (Dioecesis Bomaënsis) est un diocèse catholique suffragant de l'archidiocèse de Kinshasa en République démocratique du Congo.

## Territoire
Le diocèse englobe la ville de Boma, les territoires de Lukula, Tshela et une bonne partie de Tseke-Mbanza dans le district de Bas-fleuve, ainsi que le territoire de Muanda dans le district de Boma, le tout faisant partie de la province du Bas-Congo (Congo central). Le diocèse est l'une des trois circonscriptions ecclésiastiques de la province civile du Bas-Congo et se trouve dans la partie occidentale de la province.
Le siège épiscopal se trouve à Boma, à la cathédrale Notre-Dame-de-l'Assomption.
Depuis 2019, le diocèse est désormais subdivisé en 44 paroisses, 1 quasi-paroisse et 3 aumôneries militaires regroupées en neuf doyennés.
- Doyenné de Boma
  - Notre-Dame de l'Assomption de Boma-Nzadi, fondée en 1890 (cathédrale)
  - Christ-Roi de Boma-Kalamu, fondée en 1946 (Boma I)
  - Sacré-Cœur de Jésus, fondée en 1960 (Boma II)
  - Saint Charles Lwanga de Boma-Kabondo, fondée en 1975
  - Mama ya Luzingu [Marie, Mère de la Vie] à Boma-Mbangu, fondée en 1985
  - Bon Pasteur à Boma Km 8, fondée en 2005
  - Bienheureuse Annuarite à Lovo, fondée en 1986
  - Saint Alphonse de Khanzi, fondée en 1962
  - Saint Sacrement de Saïco, créée en 2012
  - Bienheureux Isidore Bakandja de Seka-Mbote, créée en 2012
  - Mbotama [La naissance], fondée en 1989 (aumônerie militaire)
- Doyenné de Moanda
  - Notre Dame de grâce de Moanda Ville, fondée en 1889
  - Sainte Trinité de Moanda Cité, fondée en 1961
  - Sainte Famille de Moanda Pika Pende, fondée en 2006
  - Saint Jacques de Moanda Nsiamfumu, fondée en 2013
  - Saint Kizito de Kai-Tshinionga, fondée en 2012
  - Sainte Barbe de Kitona (BAKI), fondée en 1957 (aumônerie militaire)
  - Saint Christophe de Banana, fondée en 1991 (aumônerie militaire)
- Doyenné de Lukula
  - Sainte Thérèse de l’Enfant Jésus de Lukula, fondée en 1944
  - Sainte Bernadette de Tsanga Kiyeba, fondée en 2005
  - Saint Joseph de Kidima, fondée en 1947
  - Saint Joseph de Mvuangu, fondée en 1959
  - Saint Antoine de Padoue de Temvo, fondée en 1951
  - Saint Augustin de Lukula, fondée en 2019 (quasi-paroisse)
- Doyenné de Kangu
  - Sainte Marie de Kangu, fondée en 1899
  - Sacré-Cœur de Bula-Naku, fondée en 1953
  - Saint-Esprit de Mbata Makongo, fondée en 2005
  - Sainte Anne de Loangu, fondée en 2013
  - Saint Luc de Nsioni, fondée en 2014
- Doyenné de Tseke-Mbanza
  - Notre Dame de Fatima de Tseke-Mbanza, fondée en 1958
  - Sacré-Cœur de Jésus de Vaku, fondée en 1910
  - Saint Pierre Claver de Kilengi, fondée en 1962
- Doyenné de Kuimba
  - Notre Dame médiatrice de Kuimba, fondée en 1932
  - Saint Pierre de Kisama, fondée en 1989
  - Saint Ferdinand de Dizi, fondée en 1948
- Doyenné de Tshela
  - Saint Jean Apôtre de Mbata-Ntombo, fondée en 1948
  - Saint Paul de Nganda-Tsundi, fondée en 1939
  - Saint Michel de Kizu, fondée en 1906
  - Notre Dame des pauvres de Mbanga, fondée en 1961
  - Sainte Élisabeth de Loangu Bendo, fondée en 2006
- Doyenné de Mbata-Mbenge
  - Sainte Thérèse de l’Enfant Jésus de Mbata-Mbenge, fondée en 1935
  - Mater Dei [Marie, Mère de Dieu] de Mbata-Nlundu, fondée en 1994
  - Saint Cyprien de Nzobe, fondée en 2005
  - Saint Marc de Mbata Banga, fondée en 2015
- Doyenné de Maduda
  - Saint Quirin de Kaï-Mbaku, fondée en 1937
  - Sainte Marie, Mère de Dieu de Mbata-Siala, fondée en 1948
  - Saint André de Maduda, fondée en 1954
  - Sainte Rita de Nsumbi, fondée en 2018

## Historique
C'est le 26 février 1934 qu'est érigé le vicariat apostolique de Boma par la bulle pontificale Majori catholicæ de Pie XI, recevant son territoire du vicariat apostolique de Léopoldville, aujourd'hui archidiocèse de Kinshasa, et de la préfecture apostolique de Lulua et d'Afrique centrale (aujourd'hui diocèse de Kamina).
Le 10 novembre 1959, le vicariat apostolique est élevé au rang de diocèse par la bulle Cum parvulum de Jean XXIII.

## Liste des ordinaires

### Vicaires apostoliques
- Joseph Vanderhoven, C.I.C.M.  † (26 février 1934 - 4 décembre 1949), décédé
- André Jacques, C.I.C.M. † (23 décembre 1950 - 10 novembre 1959)

### Évêques
- André Jacques, C.I.C.M. † (10 novembre 1959 - 9 février 1967)
- Raymond Nianga-Nzita Ndudi † (9 février 1967 - 22 novembre 1975), premier évêque du diocèse originaire du Congo
  - Joachim Mbadu Kikhela Kupika  † (21 mai 2001 - 30 janvier 1975), évêque coadjuteur
- Joachim Mbadu Kikhela Kupika  † (22 novembre 1975 - 21 mai 2001)
- Cyprien Mbuka Nkuanga, C.I.C.M. (13 mars 2001 - 19 mars 2021)
- José-Claude Mbimbi Mbamba, depuis le 19 mars 2021

### Évêques auxiliaires
- Raymond Nianga-Nzita Ndudi † (2 juillet 1962 - 9 février 1967), nommé évêque de Boma
- Cyprien Mbuka Nkuanga, C.I.C.M. (21 avril 1997 - 13 mars 2001), nommé évêque de Boma

## Statistiques
| année | baptisés  | population totale | pourcentage | prêtres (total) | prêtres séculiers | prêtres réguliers | catholiques par prêtre | diacres | religieux | religieuses | paroisses |
| ----- | --------- | ----------------- | ----------- | --------------- | ----------------- | ----------------- | ---------------------- | ------- | --------- | ----------- | --------- |
| 1950  | 143.429   | 278.031           | 51,6        | 53              | 10                | 43                | 2.706                  |         | 31        | 86          |           |
| 1959  | 244.585   | 356.337           | 68,6        | 83              | 18                | 65                | 2.946                  |         | 99        | 112         | 21        |
| 1970  | 355.927   | 473.532           | 75,2        | 99              | 25                | 74                | 3.595                  |         | 112       | 122         | 3         |
| 1980  | 476.653   | 753.478           | 63,3        | 62              | 32                | 30                | 7.687                  |         | 42        | 97          | 27        |
| 1990  | 580.000   | 753.000           | 77,0        | 129             | 110               | 19                | 4.496                  |         | 37        | 145         | 29        |
| 1999  | 1.054.732 | 1.352.030         | 78,0        | 139             | 135               | 4                 | 7.588                  |         | 36        | 211         | 32        |
| 2000  | 1.134.381 | 1.434.981         | 79,1        | 159             | 155               | 4                 | 7.134                  |         | 36        | 232         | 32        |
| 2001  | 1.137.673 | 1.440.046         | 79,0        | 173             | 169               | 4                 | 6.576                  |         | 36        | 231         | 32        |
| 2002  | 1.056.205 | 1.508.865         | 70,0        | 163             | 159               | 4                 | 6.479                  |         | 39        | 181         | 32        |
| 2003  | 755.016   | 1.198.438         | 63,0        | 172             | 169               | 3                 | 4.389                  |         | 32        | 184         | 32        |
| 2004  | 727.734   | 1.193.000         | 61,0        | 167             | 161               | 6                 | 4.357                  |         | 38        | 189         | 32        |
| 2006  | 724.943   | 1.243.470         | 58,3        | 187             | 181               | 6                 | 3.876                  |         | 36        | 177         | 37        |
| 2012  | 867.000   | 1.438.000         | 60,3        | 210             | 206               | 4                 | 4.128                  |         | 47        | 194         | 39        |
| 2015  | 922.000   | 1.552.000         | 59,4        | 216             | 210               | 6                 | 4.268                  |         | 54        | 248         | 47        |
| 2018  | 984.150   | 1.699.200         | 57,9        | 206             | 203               | 3                 | 4.777                  |         | 43        | 183         | 46        |
| 2020  | 902.000   | 1.429.320         | 63,1        | 199             | 193               | 6                 | 4.532                  |         | 43        | 180         | 48        |
| 2022  | 851.530   | 1.342.411         | 63,4        | 220             | 214               | 6                 | 3.870                  |         | 49        | 206         | 53        |